# Rêves (Tchekhov)
Pour les articles homonymes, voir Rêves.
Ne doit pas être confondu avec Un rêve (Tchekhov).
Rêves (Мечты) est une nouvelle d’Anton Tchekhov, parue en 1886.

## Historique
Rêves est initialement publiée dans la revue russe Temps nouveaux, numéro 3849, du 15 novembre 1886, signée An Tchekhov.

## Résumé
Les gendarmes Andréï Ptakha et Nikandre Sapojnikov emmènent un vagabond au chef-lieu d’arrondissement. Les chemins sont boueux, la route est longue, ils ont tout le temps pour discuter. Ptakha questionne le vagabond qui affirme ne pas se souvenir de son nom. Cela l’intrigue. 
Le vagabond se remémore sa jeunesse, une mère qui était la maîtresse du seigneur et dont il est probablement le fils. On ne lui refusait rien. Puis les événements se précipitent : le seigneur qui meurt empoisonné à l’arsenic, sa mère qui est condamnée à vingt ans de bagne et lui à sept ans, car il avait porté le verre. 
Innocemment, il raconte aux gendarmes son évasion du bagne, et ses rêves d’une vie heureuse en Sibérie s’il devait y partir en relégation. Il y vivrait de pêche, car là-bas les poissons sont énormes, la vie y est heureuse. 
Les trois hommes se mettent à rêver de cette vie. 
Nikandre rompt le charme en prédisant au vagabond que jamais il n’arrivera vivant en Sibérie, chétif comme il est. 

## Édition française
- Rêves, traduit par Madeleine Durand et Édouard Parayre, révision de Lily Dennis, éditions Gallimard, Bibliothèque de la Pléiade, 1967  (ISBN 978 2 07 0105 49 6).